# Pseuderanthemum album
Pseuderanthemum album är en akantusväxtart som beskrevs av Merrill. Pseuderanthemum album ingår i släktet Pseuderanthemum och familjen akantusväxter. Inga underarter finns listade i Catalogue of Life.